# Melchior Goubau d'Hovorst

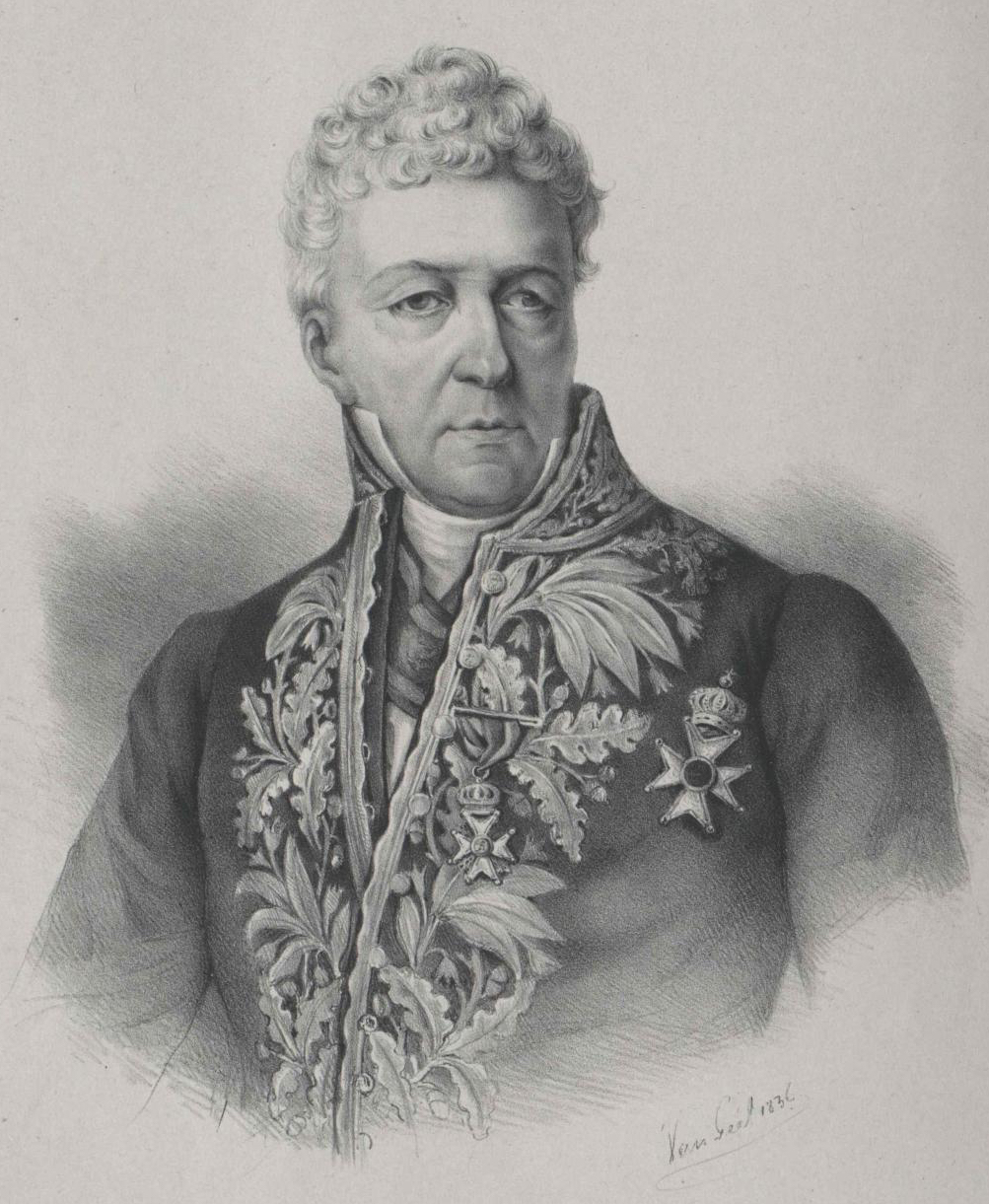

Melchior Joseph François Ghislain Goubau d'Hovorst (Mechelen, 14 februari 1757 – 's-Gravenhage, 18 januari 1836) was een politicus uit de Zuidelijke Nederlanden.

## Familie
Melchior d'Hovorst was een zoon van Charles-Henri Goubau, raadsheer bij de Grote Raad van Mechelen, en van Reine de Villegas, van de barons d'Hovorst. Hij had twee broers die hoge functies verwierven, Emmanuel Goubau de Bergeyck en Eugène Goubau. Hij trouwde met Marie-Jeanne de Villegas de Pellenberg en ze hadden drie dochters. Een van hen trouwde met Hyacinthe Charles van der Fosse.
Hij behoorde tot een familie die sinds 1633 over adelbrieven beschikte. Zelf werd hij in 1791 bedacht met de titel baron, maar dit verviel, bij gebrek aan het lichten van open brieven. Onder het Verenigd Koninkrijk der Nederlanden deed hij geen inspanning om, zoals twee van zijn broers, opnieuw in de adel te worden opgenomen.

## Levensloop
Hij studeerde tot 1777 rechten aan de Universiteit Leuven en behaalde er zijn licentiaat. Hij begon zijn carrière bij de Grote Raad van Mechelen en werd er raadsheer. Hij werd ook kamerheer van de Oostenrijkse keizer Jozef II.
Hij vluchtte naar Wenen in 1794 en was er in de periode 1794-1814 rechter. In 1814 ondernam d'Hovorst acties opdat de Zuidelijke Nederlanden opnieuw onder Oostenrijks gezag zouden komen. Hij werd zelfs in audiëntie ontvangen door keizer Frans II. Dit bleef zonder succes en hij keerde dan maar naar Brussel terug, om departementsambtenaar te worden en van 1815 tot 1826 directeur-generaal voor de Rooms-Katholieke Eredienst, een functie die een ministeriële rang had.
Bezield door febroniaanse en jozefistische ideeën, was hij onder de Oostenrijkers frontaal gebotst met kardinaal Johannes Henricus van Frankenberg en onder Willem I der Nederlanden werd de Gentse bisschop Maurice de Broglie zijn vijand. De algemene houding van Goubau, ook in zijn betrekkingen met de Romeinse curie, was die van een diepgeworteld antiklerikalisme. Zijn acties waren gericht op een radicale onderwerping van de kerk en de clerus aan de staat.
In oktober 1826, toen Willem I op een concordaat met Rome aanstuurde, werd Goubau vervangen door de ambassadeur bij het Vaticaan Antoine de Visscher de Celles en werd het directoraat-generaal voor de eredienst op een laag pitje geplaatst. Goubau werd lid van de Eerste Kamer der Staten-Generaal, welk lidmaatschap werd beëindigd op 18 oktober 1830, direct na het uitroepen van de onafhankelijkheid van België. In 1829 was hij benoemd tot minister van Staat, maar werd op 18 oktober 1830 uit dit ambt ontheven. Hij was nochtans naar Den Haag gevlucht tijdens de Brusselse opstand van augustus-september 1830. De menigte was toen zijn woning binnengedrongen, had ze leeggeroofd en in brand gestoken. Hij bleef als ambteloos burger zijn laatste levensjaren in de Nederlandse stad slijten.